# 乔恩·波特
乔恩·波特（英語：Jon Potter，1963年11月19日—），英国男子曲棍球运动员。他曾代表英国国家队参加1984年、1988年和1992年夏季奥林匹克运动会曲棍球比赛，获得一枚金牌和一枚铜牌。